# 王彰 (漢趙)
王彰（3世纪—313年），十六国时匈奴左部人，居太原兹氏（今山西省汾阳市东南）。

## 生平
290年，晋惠帝即位，外戚杨骏辅政，欲辟王彰为司马，王彰逃避不接受。王彰的朋友新兴人张宣子问他为什么这样做，王彰说：“自古以来，一姓有两位皇后，没有不败亡的。何况太傅杨骏亲小人，远君子，专权放纵，败亡临近。我跨海出关躲避他，还怕祸事殃及到我，为什么要应他的征召？而且晋武帝不考虑国家大计，继位的儿子不能挑起重担，受遗诏辅佐之人也不是合适的人选，天下的很快就会动乱。”303年，司马颖派牵秀拘捕陆机。参军事王彰劝谏说：“陆机是吴地人，殿下对他过于重用，才引起北方旧将对他的嫉妒怨恨。”司马颖没有接受。
刘渊建立汉国，倚重王彰为左右手，汉帝刘聪拜为中军大将军。312年正月廿二日，刘聪封司空王育和尚书令任顗的女儿为左、右昭仪，中军大将军王彰、中书监范隆、左仆射马景三人的女儿都为夫人，右仆射朱纪的女儿为贵妃，都授予金印章和紫色绶带。刘聪游猎无度，滥杀大臣。中军大将军王彰劝谏：“近来陛下的行为，我痛心疾首。现在愚民附汉之心意未定，思念晋朝之心情还很浓厚，刘琨在咫尺虎视，刺客到处都有。帝王轻率出行，一人就能刺杀您。希望陛下改变过去，养成新习惯，百姓会感到非常幸运！”刘聪大怒，命令杀他，王彰的女儿王夫人在一旁叩头乞求宽恕，于是把王彰囚禁起来。太后张氏、太弟刘乂、单于刘粲、太宰刘延年、太保刘殷等公卿大臣列侯一百多人，都为他求情。刘聪派侍中拿着符节赦免王彰说：“先帝依靠您如同左右手，您立的功劳，朕岂敢忘记？这次的过失，希望您不要放在心上。您能够尽心忧国，正是朕的希望。现在提升为骠骑将军，封定襄郡公。朕将来再有不尽如人意的作为，希望多多指正。”十月，刘聪封王彰为太尉。313年二月，定襄公王彰去世，谥号忠穆。